# 面谷俊介
面谷 俊介（おもたに しゅんすけ、鳥取県で生まれ、香川県で育つ1912年 - 2001年）は、昭和20年代から40年代にかけて貸本や月刊誌などで活躍した劇画家。主に時代物を描いた。昭和40年代は主に週刊誌、双葉社の漫画ゴラクや週刊プレイボーイなど、月刊誌で京極仁というペンネームで活躍。また、画家としても才能があり油絵から水彩画まで描いていた。享年89。

## 作品
- 『青竜鬼』
- 『武士暁に死す』
- 『乱雪を斬る』
- 『走れ!名馬チャンピオン』
- 『漫画ストーリ・漫画娯楽・週刊プレイボーイ（京極仁）など多数掲載またその表紙画』

| スタブアイコン | サブスタブ | この項目は、まだ閲覧者の調べものの参照としては役立たない、人物に関連した書きかけの項目です。この項目を加筆・訂正などしてくださる協力者を求めています（P:人物伝/PJ:人物伝）。 |